# Амурская долгохвостка
Амурская долгохвостка (лат. Takydromus amurensis) — вид пресмыкающихся из семейства настоящих ящериц. В России обитает в Приморском и Хабаровском краях.

## Описание
Небольшая ящерица достигающая 20 см в длину. Большую часть составляет хвост (не менее двух третей). Туловище обычно не превышает 7-8 см. Верх тела коричневый, зеленовато-голубой или серо-оливковый, иногда с неправильными тёмными пятнами на спине. По бокам спины проходит широкая тёмная полоса. По бокам шеи до воротника — короткая светлая узкая полоска. Низ тела синевато-зелёный или зеленовато-серый. Молодые особи полностью чёрные.

## Образ жизни
Живёт в широколиственных или хвойно-широколиственных лесах. Часто держится вблизи водоёмов. Выбирает хорошо прогреваемые солнцем места: речная галька, каменистые россыпи, опушки деревьев. В густой траве передвигается над землёй удерживаясь лапами за стебли. В качестве убежища выбирает слой опавших листьев, расщелины в коре деревьев, низко расположенные дупла. Питается насекомыми и мелкими беспозвоночными.
Спаривание происходит в начале мая. На севере ареала самка делает 1—2 кладки за сезон, а на юге обычно 3 по 2—8 яиц в каждой. Яйца зарывают в неглубокую норку или в древесную труху. Молодые ящерицы появляются в августе—сентябре. Половой зрелости достигают после второй зимовки.

## Распространение
Обитает в северо-восточном Китае, Корее, Японии (остров Цусима) и в России (южные районы Приморского и Хабаровского краёв).